# Alexander Alexandrowitsch Boloschew
Alexander Alexandrowitsch Boloschew (russisch Александр Александрович Болошев; * 12. März 1947 in Elektrogorsk; † 15. Juli 2010 in Wolgograd) war ein sowjetischer Basketballspieler.
Boloschew spielte von 1969 bis 1980 für MBK Dynamo Moskau. Mit der sowjetischen Nationalmannschaft wurde er bei den Olympischen Spielen 1972 in München Olympiasieger; dabei kam er einschließlich des Endspiels in neun Begegnungen zum Einsatz, im Spiel gegen Polen erzielte der Centerspieler 10 Punkte. Bei der Basketball-Weltmeisterschaft 1974 in Puerto Rico gehörte er ebenfalls zur siegreichen sowjetischen Mannschaft, 1978 wurde er durch die knappe Niederlage gegen Jugoslawien Vize-Weltmeister.